# Bouxières-aux-Chênes
Bouxières-aux-Chênes är en kommun i departementet Meurthe-et-Moselle i regionen Grand Est (tidigare regionen Lorraine) i nordöstra Frankrike. Kommunen ligger i kantonen Malzéville som tillhör arrondissementet Nancy. År 2022 hade Bouxières-aux-Chênes 1 412 invånare.

## Befolkningsutveckling
Antalet invånare i kommunen Bouxières-aux-Chênes
| Referens: INSEE |